# 沼田壮平
沼田 壮平（ぬまた そうへい、1983年12月1日 - ）は、日本のシンガーソングライター。OLDE WORLDEとして活動。

## プロフィール
東京都町田市出身。趣味はスポーツ（特にフットサル）。血液型A型。
アコースティックギターで奏でられる絶妙なコード感、独特なリズム感で歌うハイトーンなボーカルが印象的。高校時代にガールズパンクバンド「ハンドボール」に衝撃を受け、自らも音楽活動を開始。その後は、ジョン・レノン、ニルバーナ、ベックなどに大きな影響を受ける。
2006年12月に東芝EMI Great Hunting Presents「Short Cut Audition」の最優秀者に選ばれる。最優秀者の特典としてShort Cut Audition審査員を務めた亀田誠治がプロデュースしたプレ・デビュー曲「Lemon Flavor」をiTunes Storeから配信リリースする。
2009年5月アーティスト名を「OLDE WORLDE」とし一人ユニットでの活動を開始。ライブ時はサポートメンバーと共に5人編成のバンドとなる。2009年11月に1stミニアルバム「time and velocity」をMILESTONE CROWDSよりリリースしメジャーデビュー。発売に伴うライブツアーを関東を中心に9公演行う。
2010年4月に1stフルアルバム「Anemone "Whirlwind"」をリリース。

## 作品
- 「Lemon Flavor」“沼田壮平”名義での配信リリース

## ミュージックビデオ
| 監督                               | 曲名                                |
| ELECROTNIK(N・E・W) / 中根さや香   | 「time and velocity」               |
| 上原桂                             | 「isabelle」「mother&boy」          |
| 丸山太郎                           | 「summer boys」                     |
| THREE IS A MAGIC NUMBER / 北山大介 | 「Thinking About You」「Your Bird」 |

## タイアップ
| 曲名               | タイアップ                                        |
| ------------------ | ------------------------------------------------- |
| Thinking About You | NTTドコモ「ドコモウェルカムキャンペーン」CMソング |

## 主なライブ

### ワンマンライブ・主催イベント
- 2010年06月30日 - OLDE WORLDE 2010「Anemone "Whirlwind"」
- 2011年09月24日 - OLDE WORLDE 2011「THE LEMON SHARK」
- 2014年01月18日 - OLDE WORLDE acoustic "Lemon Lake"
- 2014年06月06日 - OLDE WORLDE 2014 「The Blue Musk-Oxen」

### 出演イベント
- 2009年09月18日 - 〜M&N'S presents JUICE 10th & La.mama 27th Anniversary Event〜『U & Me』(オープニングアクト)
- 2010年01月11日 - version21.1×MUSICA×ナタリー NEW YEAR ROCK PARTY
- 2010年02月20日 - QUIET ROOM
- 2010年03月13日 - PILLS EMPIRE presents「EMPIRE FESTIVAL」
- 2010年04月04日 - cutman-booche boosoul 2010 OSK-大阪でやっとかナイト 春の陣-
- 2010年04月09日 - ぴあ & FM802 SPRING LIVE CIRCUIT SOUND GATE 2010
- 2010年05月07日-06月03日（8公演） - QUATTRO「『Shall we ココナッツ？』TOUR」
- 2010年05月29日 - ROCKS TOKYO
- 2010年07月28日 - NANO-MUGEN CIRCUIT 2010
- 2010年08月07日 - ROCK IN JAPAN FESTIVAL 2010
- 2010年08月08日 - SUMMER SONIC 2010(オープニングアクト)
- 2010年08月17日 - Spitz×VINTAGE ROCK presents 新木場サンセット 2010
- 2010年08月28日 - Re:mix 2010
- 2010年09月04日 - RockDaze! 2010 -start-
- 2010年09月28日 - POT Sounds Acoustic
- 2010年10月09日 - MEGA☆ROCKS 2010
- 2010年10月10日 - HINTO presents「よりあい」
- 2010年11月06日 - POT Sounds
- 2010年11月14日 - MINAMI WHEEL 2010
- 2010年12月02日 - andymori presents「ゆうたくんのホットナイトパーティー」
- 2010年12月11日 - DOPING PANDA presents「DP SUMMIT」
- 2011年02月24日 - marching tone
- 2011年03月20日 - MUSIC CUBE 11
- 2011年03月21日 - MBS×I ♥ RADIO 786「SANUKI ROCK COLOSSEUM 〜BUSTA CUP 2nd round〜」
- 2011年04月27日 - LAMA / KIMONOS(オープニングアクト)
- 2011年05月05日 - 心響（HIBIKI）ROCK FEST. 2011
- 2011年06月04日 - SAKAE SP-RING 2011
- 2011年07月29日 - FUJI ROCK FESTIVAL '11
- 2011年07月31日 - RockDaze! 2011 -druming-
- 2011年12月04日 - POT Sounds 2011〜Predawn×OLDE WORLDE×Turntable Films〜
- 2011年12月31日 - COUNTDOWN JAPAN 11/12
- 2012年05月19日 - SHIMOKITAZAWA SOUND CRUISING
- 2012年07月01日 - Shimokitazawa Indie Fanclub 2012
- 2012年08月08日 - Spitz × VINTAGE ROCK std. presents 新木場サンセット2012
- 2012年07月22日 - JOIN ALIVE 2012
- 2013年10月12日 - BEATRAM MUSIC FESTIVAL 2013
- 2013年11月03日 - SHIBUYA-La.mama 30th Anniversary [relation]「PLAY VOL.4」
- 2013年11月04日 - shimokita round up6
- 2014年01月10日,12日 - Marching Band JapanTour 2014
- 2014年02月22日 - かみぬまゆうたろう「かみぬまゆうたろう」レコ発ツアー
- 2014年03月16日 - HAPPY JACK 2014
- 2014年03月21日 - MbS×I ♡ RADIO 786「SANUKI ROCK COLOSSEUM」 〜BUSTA CUP 5th round〜
- 2014年03月23日 - MUSIC CUBE 14
- 2014年04月20日 - トアロード・アコースティック・フェスティバル 2014
- 2014年05月04日 - Niigata Rainbow ROCK Market 2014
- 2014年07月06日 - TOWER RECORDS SENDAI PARCO 6th Anniversasy "仙台一偶"